# ليونارد كويوكي
ليوني ليونارد كويوكي (بالفرنسية: Léonard Kweuke) (مواليد 12 يوليو 1987) هو لاعب كرة قدم كاميروني يلعب حاليًا لصالح نادي ريزيسبور التركي.

## الأهداف الدولية
أهداف الكاميرون تظهر أولًا.
| # | التاريخ        | الملعب                            | المنافس          | الهدف | النتيجة | البطولة                         |
| - | -------------- | --------------------------------- | ---------------- | ----- | ------- | ------------------------------- |
| 1 | 3 سبتمبر 2011  | ملعب أحمدو أهيدجو الرياضي، ياوندي | موريشيوس         | 1–0   | 5–0     | تصفيات كأس الأمم الأفريقية 2012 |
| 2 | 11 أكتوبر 2011 | ملعب مالابو الجديد، مالابو        | غينيا الاستوائية | 1–0   | 1–1     | مباراة ودية                     |

## ألقاب

### الأندية
- كأس السوبر التشيكي: 2010
- الدوري التشيكي الممتاز الوصيف: 2010–2011، 2011–12، 2012–13

### فردية
- أفضل لاعب أجنبي في موسم الدوري التشيكي الممتاز باختيار قراء مجلة "iDNES.cz": 2010–2011[2]
- اكتشاف الموسم في الدوري التشيكي الممتاز: 2010–2011[2]
- فريق الموسم في الدوري التشيكي الممتاز: 2010–11[3]

## الحياة الشخصية
كويوكي هو قريب اللاعب الكاميروني الشهير سامويل إيتو.

## روابط خارجية
- ليونارد كويوكي على موقع اتحاد تركيا (لاعب) (الإنجليزية)
- ليونارد كويوكي على موقع قاعدة بيانات كرة القدم.إي يو (الإنجليزية)
- ليونارد كويوكي على موقع بيانات كرة القدم. دي إي (الألمانية)
- ليونارد كويوكي على موقع ناشيونال فوتبول تيمز (الإنجليزية)
- ليونارد كويوكي على موقع Soccerway.com (الإنجليزية)
- ليونارد كويوكي على موقع عالم كرة القدم.نت (الإنجليزية)
- ليونارد كويوكي على موقع AS.com (الإسبانية)

- صفحة اللاعب على kicker.de (بالألمانية)